# ومن الحب ما قتل
ومن الحب ما قتل (اللغة الإنجليزية :Swaragini) مسلسل تلفزيوني هندي عرض لأول مرة سنة 2015 على قناة Colors Tv.

## طاقم العمل
- تيجاسوي براكاش : راجيني قادوديا / راجيني لاكشي ماهيشواري
- هيلي شاه : سوارا قادوديا/ سوارا سانسكار ماهيشواري
- ناميش تانيجا : لاكشي ماهيشواري
- فارون كابور : سانسكار ماهيشواري

## روابط خارجية
- ومن الحب ما قتل على موقع IMDb (الإنجليزية)
- ومن الحب ما قتل على موقع كينوبويسك (الروسية)